# Stausee Hričov
Der Stausee Hričov (slowakisch Vodná nadrž Hričov) ist ein Stausee in der nordwestlichen Slowakei. Er staut den Fluss Waag westlich von Žilina, die Staumauer befindet sich beim Ort Horný Hričov.
Der Stausee ist Teil der Waag-Kaskade (slowakisch Vážska kaskáda) und entstand zwischen 1958 und 1962. Die Wasserfläche beträgt 2,5 km², das Stauvolumen 8,5 Millionen m³ Wasser. Durch den Sedimenttransport aus den Flüssen Kysuca und Rajčanka, die knapp flussaufwärts in die Waag münden, sind heute schätzungsweise zwei Drittel des Stauvolumens zugeschwemmt. Drei Kaplanturbinen mit je 134 m³/s erreichen gemeinsam mit den elektrischen Schenkelpolmaschinen eine Leistung von 31,5 MW und liefern im Jahresdurchschnitt 59,1 GWh ins Netz.
Die Bahnstrecke Bratislava–Žilina sowie die Autobahn D3 und die Cesta I. triedy 61 (I/61) verlaufen am linksseitigen, die Cesta II. triedy 507 (II/507) am rechtsseitigen Ufer. Die D3 überquert den Stausee nahe Strážov auf einer etwa 1,5 km langen Brücke.